# Reise ohne Wiederkehr
Reise ohne Wiederkehr (Originaltitel: One Way Passage) ist ein US-amerikanischer Spielfilm aus dem Jahr 1932 mit dem populären Leinwandpaar William Powell und Kay Francis in den Hauptrollen. Regie führte Tay Garnett.

## Handlung
Joan Ames und Dan Hardesty begegnen sich in einer Bar in Hongkong und fühlen sich sofort zueinander hingezogen. Nach einem gemeinsamen Cocktail verabschieden sie sich, indem sie ihre Gläser zerbrechen und die Stiele über Kreuz auf den Tisch legen. Kurz darauf wird Dan von dem amerikanischen Polizisten Steven Burke verhaftet – er ist ein aus dem Gefängnis geflohener Mörder. Steven hat den Auftrag, Dan zurück in die Vereinigten Staaten bringen, wo bereits seine Hinrichtung anberaumt worden ist. Als Dan kurz nach Betreten des Schiffes Steven vor dem Ertrinken rettet, gestattet ihm jedoch der Polizist, sich die Reise über ohne Handschellen frei an Bord bewegen zu dürfen.
Kurz darauf trifft Dan wieder auf Joan, die sich ebenfalls an Bord des Schiffs nach San Francisco befindet. Joan hat ebenfalls ein Geheimnis: sie ist unheilbar krank und will ihre letzten Tage unbeschwert verleben. Dan und Joan verbringen jede Minute miteinander, ohne zunächst voneinander zu wissen, dass sie jeweils kurz vor ihrem Lebensende stehen. Der Dieb Skippy und die Hochstaplerin Betty, die sich als Baronin ausgibt, beobachten die Romanze. Sie kennen Dan und die Hintergründe seiner Tat. Der Mord, für den er verurteilt wurde, betraf einen berüchtigten Verbrecher. Die Baronin will Dan zur Flucht verhelfen und beginnt daher eine Romanze mit Steven, um diesen von seinen Pflichten abzulenken.
Als der Landgang in Honolulu ansteht, sperrt Steve zunächst Dan ein, doch dieser kann durch Unterstützung von Skippy und der Baronin entkommen. Dan und Joan verbringen daraufhin einen romantischen Nachmittag an Land. Dan beginnt Joan zu gestehen, dass er nicht wieder mit an Bord kommen werde, woraufhin sie bewusstlos zusammenbricht. Dan gibt aus Liebe jeden Gedanken an Flucht auf und bringt Joan zurück. Bei der Gelegenheit erfährt er vom Schiffsarzt, wie es um Joan wirklich steht. Da jeder Schock sie umbringen könnte, behält er sein Geheimnis weiter für sich. Im Laufe der Fahrt verlieben sich auch die Baronin und Steven ernsthaft ineinander. Gerade als sie beginnt dem Polizisten ihren kriminellen Hintergrund zu beichten, erfährt er davon durch ein Telegramm, doch ihm ist das egal. Er möchte mit ihr ein neues Leben anfangen. Kurz vor San Francisco versprechen sich Joan und Dan über einem abermaligen Cocktail, sich spätestens in einem Monat am Silvesterabend in Agua Caliente wiederzusehen. Unmittelbar vor Verlassen des Schiffes erfährt auch Joan das Geheimnis von Dan. Die beiden sehen sich ein letztes Mal, danach bricht Joan ohnmächtig zusammen und stirbt.
Am Silvesterabend in einer Bar in Agua Caliente: Um Mitternacht hören zwei Barkeeper plötzlich das Zerbrechen von Gläsern. Als sie sich umdrehen, liegen die Stiele von zwei Cocktailgläsern über Kreuz auf dem Tisch. Aber niemand ist zu sehen.

## Hintergrund
Kay Francis und William Powell waren 1932 von Paramount Pictures, wo sie sich nach vier gemeinsamen Filmen als populäres Leinwandpaar etabliert hatten, gemeinsam mit Ruth Chatterton zu Warner Brothers gewechselt. Vor Reise ohne Wiederkehr waren Francis und Powell bereits in Ein Dieb mit Klasse wieder gemeinsam vor die Kamera getreten. Reise ohne Wiederkehr bildete die sechste und finale Zusammenarbeit der beiden Darsteller. Regisseur Tay Garnett drehte den Film ohne größere Einmischung des Studios mit einem sehr geringen Budget. Er ließ das Drehbuch mehrere Male umschreiben und bestand darauf, die Melodramatik der Geschichte bewusst gering zu halten. Stattdessen betonte er die romantischen Momente und das Mystische der Geschichte. Die Dreharbeiten fanden teilweise an Bord der S.S. Calawell, einem verrosteten alten Schiff, statt. Die Schauspieler mussten ohne jeden Komfort arbeiten und das Studio sparte sogar beim Essen und gewährte den Statisten nur magere 50 Cent pro Tag. Als Tay Garnett die meiste Zeit betrunken war, setzte der Produzent dem Treiben ein Ende und ließ den Rest des Films im Filmstudio drehen.
Anton Grot war für das Szenenbild verantwortlich, Orry-Kelly entwarf die Kostüme. Das von William Franke Harling komponierte Hauptmusikthema dieses Films wurde 1939 unter dem Titel Where Was I? als Song publiziert und 1940 in der Version des Orchesters von Charlie Barnet ein Hit in den USA. Im Abspann ungenannte, kleine Nebenrollen haben u. a. Herbert Mundin, Roscoe Karns, Dewey Robinson, Stanley Fields und Willie Fung.
In Österreich lief der Film 1932 unter dem Titel Das letzte Erlebnis in den Kinos. Warner verfilmte die Geschichte 1940 erneut unter dem Titel ’Til We Meet Again unter der Regie von Edmund Goulding. Merle Oberon und George Brent übernahmen die Hauptrollen, während Frank McHugh die Rolle des Betrügers nochmals spielte.

## Kinoauswertung
Die Produktionskosten beliefen sich auf 350.000 US-Dollar und der Film spielte allein in den USA die hohe Summe von 791.000 US-Dollar ein. Auslandseinnahmen in Höhe von 317.000 US-Dollar brachten das Gesamteinspielergebnis auf 1.108.000 US-Dollar, angesichts des Umstandes, dass 1932 zu den wirtschaftlich schwersten Jahren der Filmwirtschaft zählte, ein mehr als respektables Ergebnis.

## Kritik
In seiner Kritik vom 14. Oktober 1932 schrieb Mordaunt Hall in der New York Times freundliche Worte:

„‚Reise ohne Wiederkehr‘ […] bietet gute Unterhaltung. Der Film hat eine originelle Idee und die Charaktere werden gut gezeichnet auf ihrer Reise von Hongkong nach San Francisco. […] Tay Garnetts Regie ist gut. Er hält die Geschichte mit ihrer nicht immer glaubhaften Handlung am Laufen.“

Auch im Abstand einiger Jahrzehnte fand Ken Hanke für die Asheville Film Society nur Lob und Anerkennung:

„Der klassische Film über zwei tragische Liebende schlechthin. ‚Reise ohne Wiederkehr‘ von Tay Garnett verbindet perfekt eine tragische Romanze mit zynischer Komik – und ja, beide Teile passen zusammen. Sie ergänzen sich harmonisch auf eine Art und Weise, die man nur bei sehr wenigen Filmen finden kann.“

prisma äußerte sich ebenfalls positiv: 

„Tay Garnett, lange Jahre zu Unrecht verkannter Meister des amerikanischen Trivialfilms, hat dieses ganz einfache Liebesdrama ‚Reise ohne Wiederkehr‘ 1932 mit unglaublich viel Heiterkeit und Lockerheit in Szene gesetzt, dass bei allem Menschenschicksals-Leid das Ganze so schwerelos endet, wie es begonnen hat. Vor allem aber ist der Hauptdarsteller William Powell in seiner Unscheinbarkeit und leisen Melancholie erschütternd.“

## Auszeichnungen
Bei der Oscarverleihung 1934 gewann der Film in der Kategorie:
- Beste Originalgeschichte – Robert Lord

## Synchronisation
Reise ohne Wiederkehr war unter dem Titel Das letzte Erlebnis bereits 1933 in den deutschen Kinos gelaufen. Eine neue Synchronfassung wurde von der Berliner Synchron zur deutschen Fernsehpremiere am 27. Februar 1974 erstellt. Das Dialogbuch verfasste Hans Bernd Ebinger, die Dialogregie übernahm Dietmar Behnke.
| Rolle                                        | Schauspieler   | Synchronsprecher   |
| -------------------------------------------- | -------------- | ------------------ |
| Joan Ames                                    | Kay Francis    | Marianne Groß      |
| Dan Hardesty                                 | William Powell | Erik Schumann      |
| Betty Barrel House („Baronin von Berilhaus“) | Aline MacMahon | Hallgerd Bruckhaus |
| Skippy                                       | Frank McHugh   | Kurt Schmidtchen   |